# American Basketball League 1939-1940
La stagione 1939-1940 della American Basketball League fu la 13ª nella storia della lega. Vinsero il titolo i Philadelphia Sphas, al quarto successo della loro storia.

## Classifica
|    | Classifica stagione regolare 1939-1940 | V  | P  |
| -- | -------------------------------------- | -- | -- |
| 1. | Philadelphia Sphas                     | 19 | 13 |
| 2. | Washington Heurich Brewers             | 19 | 13 |
| 3. | Troy Haymakers                         | 19 | 15 |
| 4. | New York Jewels                        | 19 | 15 |
| 5. | Baltimore Clippers                     | 15 | 16 |
| 6. | Wilkes-Barre Barons                    | 5  | 17 |
| 7. | Kingston Colonials                     | 8  | 4  |
| 8. | Jersey Reds                            | 7  | 14 |

- I Kingston Colonials e i Troy Haymakers si sono fusi nel dicembre 1939; anche i Jersey Reds si sono fusi con i New York Jewels nel gennaio 1940.
- I Wilkes-Barre Barons hanno abbandonato il campionato nel febbraio 1940.

## Playoff
|    | Classifica playoff 1939-1940 | V | P |
| -- | ---------------------------- | - | - |
| 1. | Philadelphia Sphas           | 7 | 0 |
| 2. | Troy Haymakers               | 6 | 2 |
| 3. | New York Jewels              | 3 | 4 |
| 4. | Washington Heurich Brewers   | 1 | 5 |
| 5. | Baltimore Clippers           | 1 | 7 |